# ESPY-Awards

Logo der ESPY-Awards

Die ESPY-Awards (auch ESPY Awards oder The ESPYS) sind jährlich vergebene Preise der Mediengruppe ESPN für die Besten gemäß dem Sport in den USA. 1993 wurden sie zum ersten Mal vergeben. In einer Preisverleihung werden sportliche Bestleistungen sowohl individueller Art als auch im Team während eines Kalenderjahres gewürdigt.
Die ESPY-Awards werden wie auch andere amerikanische Awards von einem zeitgenössischen Prominenten verliehen. Bis 2004 wurden die Sieger durch Fans, Sportjournalisten, Experten, Sportlern, Sportfunktionären, Zuschauern, und Persönlichkeiten von ESPN gewählt. Seit 2005 werden die Sieger über das Internet nach einer Vorauswahl durch das ESPY Select Nominating Committee (Komitee zur Auswahl der Nominierten ESPY). In der aktuellen Verleihung ESPY-Awards 2019 wurden u. a. bekannte Sportler und Sportlerinnen wie Alex Morgan (Best Female Athlete), Serena Williams (Best Female Tennis Player), Lionel Messi (Best International Men's Soccer Player), Roger Federer (Best Male Tennis Player) und Zlatan Ibrahimović (Best MLS Player) mit den ersten Preis geehrt.

## Liste der Auszeichnungen nach Kategorien (unvollständig)

### Regelmäßige Auszeichnungen

#### Individuelle Kategorien
- Best Angler ESPY Award
- Best Bowler ESPY Award
- Best Driver ESPY Award
- Best Female Action Sports Athlete ESPY Award
- Best Female Golfer ESPY Award
- Best Female Tennis Player ESPY Award
- Best Fighter ESPY Award
- Best Jockey ESPY Award
- Best Major League Baseball Player ESPY Award
- Best Male Action Sports Athlete ESPY Award
- Best Male Golfer ESPY Award
- Best Male Tennis Player ESPY Award
- Best MLS Player ESPY Award
- Best NBA Player ESPY Award
- Best NFL Player ESPY Award
- Best NHL Player ESPY Award
- Best Track and Field Athlete ESPY Award
- Best WNBA Player ESPY Award
- Best WWE Moment ESPY Award

#### Sonstige Kategorien
- Arthur Ashe Courage Award
- Best Breakthrough Athlete ESPY Award
- Best Championship Performance ESPY Award
- Best Coach/Manager ESPY Award
- Best Comeback Athlete ESPY Award
- Best Female Athlete ESPY Award
- Best Female Athlete with a Disability ESPY Award
- Best Female College Athlete ESPY Award
- Best Male Athlete with a Disability ESPY Award
- Best Male Athlete ESPY Award
- Best Male College Athlete ESPY Award
- Best Game ESPY Award
- Best Moment ESPY Award
- Best Play ESPY Award
- Best Record-Breaking Performance ESPY Award
- Best Upset ESPY Award
- Jimmy V ESPY Award
- Outstanding Team ESPY Award

#### Kategorien mit Sponsor
- GMC Professional Grade Play ESPY Award
- Under Armour Undeniable Performance ESPY Award

### Unregelmäßige Auszeichnungen

#### Individuelle Kategorien
- Best Action Sports Athlete ESPY Award
- Best Athlete with a Disability ESPY Award
- Best Boxer ESPY Award
- Best College Football Player ESPY Award
- Best Female College Basketball Player ESPY Award
- Best Female Soccer Player ESPY Award
- Best Female Track Athlete ESPY Award
- Best Golfer ESPY Award
- Best Male College Basketball Player ESPY Award
- Best Male Soccer Player ESPY Award
- Best Male Track Athlete ESPY Award
- Best Outdoor Sportsman ESPY Award
- Best Soccer Player ESPY Award

#### Sonstige Kategorien
- Best International Athlete ESPY Award
- Best U.S. Olympic Athlete
- Female USA Olympic Athlete
- Male USA Olympic Athlete
- Come-from-behind Performance
- Game of the Year ESPY Award
- Dramatic Individual Performance of the Year ESPY Award
- Humanitarian of the Year
- Lifetime Achievement Award
- Memorable Performance of the Year ESPY Award
- Most Spectacular Play
- Outstanding Performance by an Athlete in Entertainment
- Outstanding Performance by a Sports Personality in a Commercial
- Outstanding Performance by a Sports Personality in an Attempt to Break into Show Business
- Outstanding Performance Under Pressure ESPY Award
- Outrageous Play of the Year ESPY Award
- Showstopper of the Year ESPY Award